# Крестцы (Ленинградская область)
Крестцы — деревня в Будогощском городском поселении Киришского района Ленинградской области.

## История
Деревня Крестец упоминается на карте Новгородского наместничества 1792 года А. М. Вильбрехта.
Деревня Крестец, состоящая из 24 крестьянских дворов, обозначена на специальной карте западной части России Ф. Ф. Шуберта 1844 года.

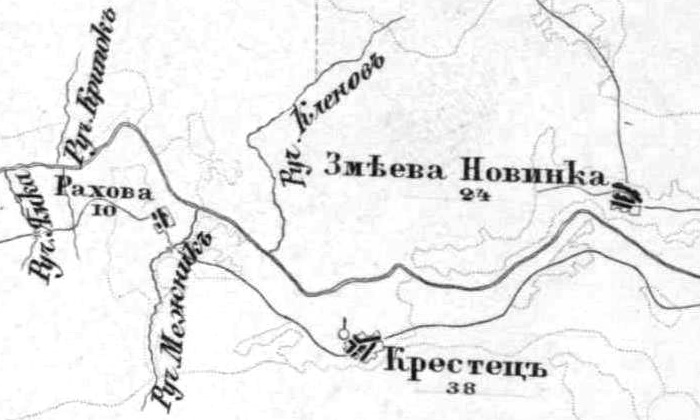
Деревня Крестцы на карте Ф. Ф. Шуберта 1872 года

Согласно карте Ф. Ф. Шуберта 1872 года деревня называлась Крестец и насчитывала 38 дворов.

КРЕСТЦЫ — деревня Крестецкого сельского общества, прихода села Клинкова, при реке Шарье.
 
Дворов крестьянских — 49, в том числе бобыльских — 4. Строений — 133, в том числе жилых — 68. Питейный дом

Число жителей по семейным спискам 1879 г.: 145 м. п., 153 ж. п.; по приходским сведениям 1879 г.: 145 м. п., 160 ж. п.

В конце XIX века деревня административно относилась к Грузинской волости 1-го стана, в начале XX века — Грузинской волости 2-го стана 2-го земского участка Новгородского уезда Новгородской губернии.

 
КРЕСТЦЫ — деревня Крестецкого общества, дворов — 68, жилых домов — 113, число жителей: 237 м. п., 244 ж. п. 

Занятия жителей — земледелие, возка леса. Река Шарья. Часовня, школа. (1907 год)

В начале XX века близ деревни находился жальник.
Согласно карте Петроградской и Новгородской губерний 1915 года деревня называлась Крестец и насчитывала 38 дворов.
С 1917 по 1927 год деревня Крестцы входила в состав Оскуйской волости Новгородского уезда Новгородской губернии.
С 1927 года в составе Крестецкого сельсовета Будогощенского района.
В 1928 году население деревни Крестцы составляло 348 человек.
С 1932 года в составе Киришского района.

Деревня Крестцы на карте 1932 года

Согласно карте Ленинградской области Северо-западного аэрогеодезического треста ГГУ издания 1932 года деревня Крестцы насчитывала 35 крестьянских дворов. В деревне находилось почтовое отделение.
По данным 1933 года деревня Крестцы являлась административным центром Крестецкого сельсовета Киришского района, в который входили 15 населённых пунктов: деревни Бережек, Боровая, Горбы, Дудлово, Зимник, Змиево Новинка, Ключи, Красная Горка, Крестцы, Ольшанка, Ортягино, Роково, Смолино, Устье, Хотилка, общей численностью населения 1655 человек.
По данным 1936 года в состав Крестецкого сельсовета входили 14 населённых пунктов, 287 хозяйств и 11 колхозов.
Согласно переписи населения СССР 1939 года в деревне Крестцы проживали 89 мужчин и 107 женщин, всего 196 человек.
С 1963 года в составе Волховского района.
С 1965 года вновь в составе Киришского района.
В 1969 году население деревни Крестцы составляло 127 человек.
По данным 1966 года деревня Крестцы также входила в состав и являлась административным центром Крестецкого сельсовета.
По данным 1973 и 1990 годов деревня Крестцы входила в состав Будогощского сельсовета.
В 1997 году в деревне Крестцы Будогощской волости проживал 31 человек, в 2002 году — 33 (русские — 97 %).
В 2007 году в деревне Крестцы Будогощского ГП проживали 25 человек, в 2010 году — также 25.

## География
Деревня расположена в юго-восточной части района на автодороге 41К-115 (Кириши — Будогощь — Смолино).
Расстояние до административного центра поселения — 15 км. Расстояние до районного центра — 49 км.
Расстояние до ближайшей железнодорожной станции Будогощь — 15 км.
Деревня находится на левом берегу реки Шарья.

## Демография
| 1879 | 1907 | 1928 | 1969 | 1997 | 2002 | 2007 |
| ---- | ---- | ---- | ---- | ---- | ---- | ---- |
| 298  | ↗481 | ↘348 | ↘127 | ↘31  | ↗33  | ↘25  |
| 2010 | 2017 |      |      |      |      |      |
| →25  | ↘18  |      |      |      |      |      |

### Национальный состав
Согласно данным Всероссийской переписи населения 2021 года в деревне проживали 12 человек, все русские.

## Улицы
Воинская, Дачный переулок, Центральная.